# Ольшевниця (гміна Конколевниця)
Ольшевниця (пол. Olszewnica) — село в Польщі, у гміні Конколевниця Радинського повіту Люблінського воєводства.
Населення — 557 осіб (2011).
У 1975-1998 роках село належало до Білопідляського воєводства.

## Демографія
Демографічна структура станом на 31 березня 2011 року:
|          | Загалом | Допрацездатний вік | Працездатний вік | Постпрацездатний вік |
| -------- | ------- | ------------------ | ---------------- | -------------------- |
| Чоловіки | 301     | 72                 | 186              | 43                   |
| Жінки    | 256     | 48                 | 135              | 73                   |
| Разом    | 557     | 120                | 321              | 116                  |